# Adventure Island II
Adventure Island II es un videojuego hecho por Hudson Soft para la videoconsola NES y para Game Boy. El juego es la secuela de Adventure Island y el segundo juego de la serie. Mientras que el primer juego fue una adaptación del juego de arcade Wonder Boy de Sega, Adventure Island II es una obra original, como lo fueron todos los juegos posteriores de Adventure Island. También se lanzó una versión portátil para Game Boy en 1992 titulada Takahashi Meijin no Bouken Jima II o Adventure Island fuera de Japón.
Esta entrega ha mejorado porque las islas son más largas, y cada una de ellas incluye un jefe final. El objetivo del juego es rescatar a la novia de nuestro personaje, como en el juego original. El juego incluye Dinosaurios para montar sobre ellos. También incluye tiempo límite, e incluye frutas que otorgan tiempo extra.

## Dinosaurios
Todos tienden a estar en un huevo. Cada uno tiene su signo, que corresponde al de las cartas de póker. Son nuevos en esta entrega:
Dinosaurio Rojo ♠: Este dinosaurio tiene la habilidad de escupir fuego, no le hace daño la lava ni el fango por lo que es la mejor opción en ese tipo de pantallas. Aparece más en la isla volcánica y también en la primera isla (de los helechos con fango).
Dinosaurio Azul ♥: Su habilidad es disparar estrellas por la cola. Camina sin resbalar sobre el hielo y es el primero y el más fácil de conseguir. Aparece más en la isla congelada y también en la isla de los helechos.
Dinosaurio Fucsia ♦: Es el único dinosaurio que no tiene habilidad propia, aunque mejora la distancia y puntería de las hachas. Es excelente nadando (puede aumentar hasta 3 veces la velocidad bajo el agua y reventar burbujas) y es el único que puede estar en tierra y mar. Se puede conseguir varios de estos en la isla de las lagunas y en la isla de las cavernas.
Dinosaurio Violeta ♣: Es un pterodáctilo que es capaz de lanzar huevos grises, aunque también parecen bolitas de excremento duro. Es el único que puede volar y es el más difícil de conseguir. Sólo aparece uno al final de la isla de los helechos, otro en la isla desértica y el último en la isla de las nubes.

## Islas
Hay un total de ocho islas, todas de diferentes elementos, aunque se puede encontrar un poco de otros elementos.
1) Fern Island (Isla Helecho): Es la primera isla. Es muy fácil encontrar hachas y dinosaurios, hay en casi todos los niveles. Hay 1 playa, 1 montaña, 2 cuevas (una normal y otra para escalar), 2 bosques, 1 lago y 2 bosques de helechos gigantes en medio del lodo fangoso (en uno de ellos está el primer enemigo). Nivel de dificultad 1/10. Se puede saltar esta isla. Jefe: Una especie de piña gigante que sale del helecho gigante.
2) Lake Island (Isla Lago): No sube tanto el nivel de dificultad. Hay 1 playa, 2 bosques, 2 cuevas (una para escalar y otra normal), 1 montaña, 2 lagos y 1 nivel de cascada (en ella está el enemigo, aunque en realidad parece estar más en una cueva submarina). Dificultad 3/10. Jefe: Un cangrejo ermitaño gigante.
3) Desert Island (Isla Desierto): El nivel de dificultad aumenta un poco debido al incremento de obstáculos y precipicios en el camino, pero esta isla se puede saltar. Tiene 2 bosques, 1 cueva, 2 playas, 2 montañas y 2 desiertos (en uno de ellos es en donde está el enemigo). Dificultad 4/10. Jefe: Un gran escorpión que sale de la arena movediza.
4) Ice Island (Isla Hielo): Esta isla está totalmente congelada, todos los niveles están congelados desde las montañas hasta los bosques, y la dificultad aumenta mucho. Tiene 2 montañas, 2 bosques, 1 cueva, 1 lago, 1 playa, 1 desierto congelado y 1 iceberg (parte de adentro es donde está el enemigo). Dificultad 6/10. Jefe: Un gran pulpo.
5) Cave Island (Isla Cueva): Es un poco más dificultosa que la anterior debido a la escasez de armas, frutas y el acortamiento del tiempo; pero se la puede saltar. Tiene 6 cuevas (1 cueva con precipicios, 1 de lava, 2 para escalar y 2 de agua), 1 bosque, 2 montañas, 1 playa y 1 lago. En una de las 2 cuevas húmedas está el enemigo. Dificultad 7/10. Jefe: Un enorme murciélago.
6) Cloud Island (Isla Nube): Tiene bastante dificultad. Tiene 2 bosques (uno al principio y otro al otro lado de la isla), 1 lago, 2 montañas, 1 playa, 2 cuevas (una de lava y otra para escalar) y 2 tierras de nubes: hay una sobre el mar y otra en el cielo pero en el pico de una montaña (es donde está el enemigo). Dificultad 8/10. Jefe: Una gran águila.
7) Volcano Island (Isla Volcán): Posee mucha dificultad. Tiene 3 montañas, 2 bosques, 2 cuevas de lava, 1 playa y 1 volcán (el enemigo está aquí). Dificultad 9/10. Jefe: Una tijereta (insecto) gigante.
8) Dinosaur Island (Isla Dinosaurio): Isla de dificultad máxima. Posee los niveles más difíciles. Hay escasez de dinosaurios y también de hachas. Tiene 1 desierto congelado, 5 cuevas (una de ellas es el interior de un iceberg, otras 2 son de agua, 1 de lava y 1 de escalar), 2 bosques, 1 montaña (que más bien parece una tierra de nubes pues hay precipicios enormes), 2 volcanes, 2 lagos y el último stage: el interior de un gigantesco dinosaurio (obvio que el enemigo final está aquí dentro). Dificultad 10/10. En esta isla son dos los jefes: el primero es un capullo y luego una gran mosca que sale de adentro.

## Huevos
Durante el juego, aparecen estos tanto durante el recorrido de la pantalla, visibles o invisibles, y al final de cada nivel (excepto si luego del nivel se enfrenta al enemigo de la isla). Los huevos pueden contener los siguientes beneficios:
- Un hacha, si el personaje ya tiene ésta en uso aparece una patineta que otorga más velocidad, y si también tiene esta última, una flor de 1000 puntos de valor.
- Un dinosaurio, cualquiera de los 4 mencionados anteriormente.
- Un hada madrina, que otorga inmunidad y velocidad al personaje por un periodo de tiempo.
- Pollo, o una botella de Leche, dan 2000 puntos de valor y recargan el tiempo de vida.
- Abeja Hudson, ésta sólo aparece en la primera cueva de la primera isla dentro de un huevo oculto. Es obsequiada por el gran dinosaurio verde. Al ganarla permite que se conserven todos los dinosaurios y los hachas recolectados aunque se pierdan todas las vidas.
- Una llave, que al tomarla aparece por debajo una plataforma que eleva al personaje a un nivel en el cielo. Esta plataforma puede ser de 3 tipos:
  - Una nube, que eleva a un nivel formado por resortes qué trasladan al personaje hacia la derecha, si este cae fuera del resorte vuelve al nivel regular. De este nivel hay 2 tipos: Uno que solo tiene frutas y al final una presa de pollo qué recarga el tiempo y vale 2000 puntos. Y otro que tiene además un hacha cerca del resorte y más adelante 3 dinosaurios, el fucsia, azul y rojo al final, sin embargo sólo se puede tomar uno ya que como consecuencia se cae fuera del nivel.
  - Un suelo de piedras, que lleva a una habitación donde atiende un gran dinosaurio verde, y éste regala un huevo qué puede contener: un hacha, un pollo, un dinosaurio, o una o tres vidas; dependiendo de las necesidades del personaje por si tiene poca energía, pocos dinosaurios acumulados o no posee ningún arma.
  - Un suelo de conos filosos, que eleva a otra habitación, en ésta atiende un gran Pterodáctilo rojo que da la opción de saltar la isla. Aparece en las islas: 1 (Helecho), 3 (Desierto) y 5 (Cueva).

Al final de cada nivel (excepto en los principales donde se encuentran los enemigos de las islas) también se otorgan huevos pero solo se puede tomar 1 de ellos, son 8 y aparecen girando a toda velocidad; estos contienen puntos, desde 50 hasta 2000, y una o tres vidas.
Al contrario en algunos casos, el huevo puede contener una berenjena venenosa que quita energía y puede matar al personaje si no se toma algunas frutas a tiempo.
Si durante el recorrido aparece una flor fuera de un huevo y que no se lo puede tomar, es el indicador de que si se lo pasa se vendrá un mapache que correrá a toda velocidad y matará instantáneamente al personaje si no se da un salto sobre él. Pero si se le logra matar por detrás antes de que escape con 2 proyectiles (o con 1 si se está sobre los dinosaurios rojo o azul), aparece un control de NES que vale 1000 puntos y recarga energía.

## Trucos
Para poder descubrir los huevos ocultos, se puede andar lanzando hachas o disparando a la nada. Y se notará que en las áreas donde se encuentren estos, las hachas desaparecerán y harán un ruido extraño. Luego se da un salto en esa área y aparecerá el huevo oculto.
Si se quiere empezar el juego desde la isla preferida, hay que pulsar ésta combinación en la pantalla de los títulos: Derecha, Izquierda, Derecha, Izquierda, A, B, A, B. Aparecerá el menú con las 8 islas y así se podrá empezar desde la isla deseada.
Para que la función de la Abeja Hudson se haga efectiva, antes de elegir la opción Continuar, se debe presionar el botón Arriba + Start al mismo tiempo para que se conserven todos los ítems coleccionados antes de haber perdido todas las vidas, porque si sólo se presiona Start es como si nunca se hubiera ganado a ésta abeja y todos los ítems coleccionados previamente se perderán.
Se puede ir omitiendo algunos niveles tratando de tomar uno de los 3 primeros huevos que aparecen al finalizar un nivel para poder llegar más rápido al nivel principal donde se encuentra el enemigo. Pero si se pierde en las batallas, los enemigos se trasladarán a otros niveles, haciéndose el juego más largo y difícil. [En la versión de Game Boy aparecen sólo 6 huevos y giran con mucho más lentitud. Pero sin importar cuál huevo se tome no se podrá omitir ningún nivel ya que de hecho son menos niveles que en la versión de NES].
Si se quiere conseguir más pterodáctilos, hay un método alternativo como el de tratar de tener más de 5 vidas, energía máxima y la mayor cantidad de los 3 anteriores dinosaurios posible, y en ese momento tomar la llave de un huevo oculto que lleve donde el gran dinosaurio verde obsequiador, y éste automáticamente regalará un trébol (pterodáctilo). Si se tiene más pterodáctilos que los demás dinosaurios entonces regalará el del que se tenga menos cantidad.

## Curiosidades
En la isla de los desiertos y en la isla del volcán no existen niveles acuáticos ya que son islas muy cálidas y secas.
A partir de la isla volcánica los jefes finales son más resistentes y más difíciles de vencerlos pues estos disparan más que los jefes de las anteriores islas.
Los proyectiles del Dinosaurio Rojo son más largos que los del Azul, aunque la desventaja es que son más lentos. Por lo tanto en niveles donde haya muchos obstáculos y enemigos es más recomendable utilizar más al Dinosaurio Azul para ir disparándoles más rápido.
El segundo bosque de la isla de las nubes tendría que haber sido un bosque verde, porque no cuenta con enemigos como las libélulas que persiguen o cuervos molestos que aparecen con frecuencia en los bosques amarillos, otoñales o marchitos.
Por una astuta razón es que es difícil poder coleccionar varios pterodáctilos, porque no siempre son útiles en todos los niveles. En algunos de ellos pueden aparecer obstáculos y enemigos extra que no deberían aparecer estando sin dinosaurio o montado sobre el resto de los 3; estos pueden ser libélulas, cuervos, murciélagos, águilas o pequeñas nubes en el cielo que lo mismo que nada hacen difícil el nivel.
Si se pierde en el nivel donde se encuentre el huevo oculto que lleva a la habitación del gran dinosaurio verde que regala cosas, y se lo vuelve a jugar; éste huevo ya no volverá a aparecer. Los otros huevos continuarán reapareciendo aunque se pierda en múltiples ocasiones y repitiendo ese mismo nivel hasta llegar a las 0 vidas.